# Zatra-Haus

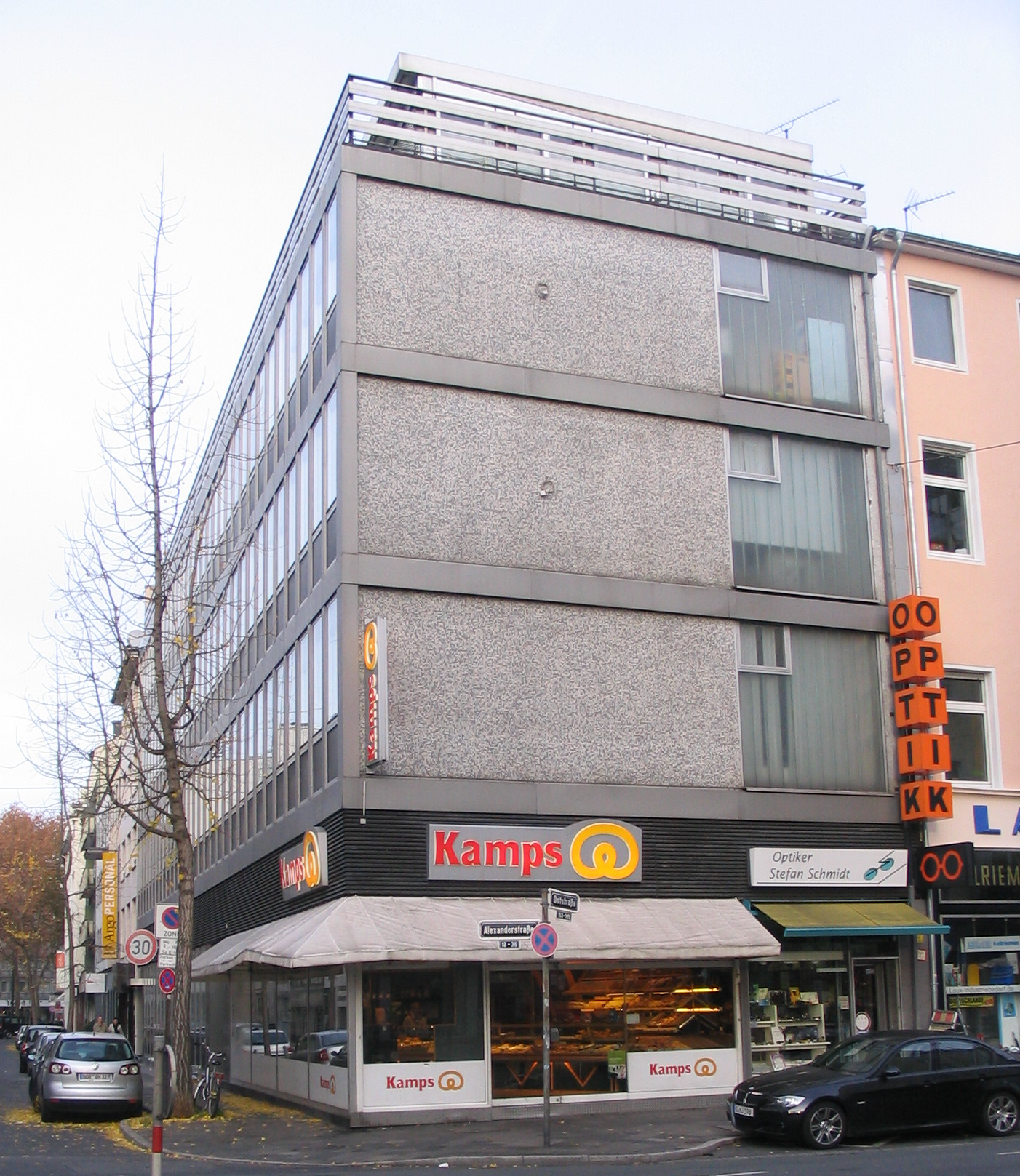
Das Zatra-Haus im Jahr 2011, Seite Oststraße

Das Zatra-Haus ist ein Bürogebäude in der Düsseldorfer Alexanderstraße mit den Hausnummern 36 und 38.

## Geschichte
Das Gebäude wurde von Paul Schneider-Esleben in den Jahren 1951–1952 auf einem Trümmergrundstück erbaut. Auftraggeber war die Firma Zatra, die Transportanlagen (beispielsweise Förderbänder, Hebezeuge und Aufzüge) für größere Werke konzipierte und in der Branche der Transportrationalisierung Anfang der 1950er Jahre in Europa eine führende Stellung innehatte. Der Name Zatra ist ein Kunstwort, gebildet aus den Anfängen der Nachnamen der Gründer: Zangen und Trappen. Die ursprüngliche Fassadengestaltung, zu der auch ein großes, von Georg Meistermann entworfenes Wandmosaik an der Giebelseite zur Oststraße gehörte, ist nicht erhalten.

„Das Zatra-Haus steht auf Betonpfeilern, die mit graublauem Glasmosaik verkleidet sind. Darauf sitzt ein Betonkasten, der mit grauem und weißem Mosaik verkleidet ist. Zur Giebelseite geht diese Mosaikverkleidung in ein großes abstraktes Mosaikbild über, das an der Stelle einer Reklamewand in symbolhafter Darstellung den Sinn des Unternehmens, eben die Planung und den Vertrieb von Förderanlagen jeglicher Art versinnbildlicht. Der Schöpfer des gerade an dieser Stelle sehr wirkungsvollen Mosaikbildes ist Prof. G. Meistermann.“

Das funktional gestaltete Gebäude besaß einen Keller und fünf oberirdische Geschosse, wobei das Dachgeschoss zurückgesetzt war, so dass sich eine Terrasse, deren Brüstung aus einem Stahlgeländer mit Drahtglaselementen bestand, bildete. Der Dachaufbau war mit weißem Mosaik verkleidet. Die einzelnen Achsen des Gebäudes waren lediglich 1,2 Meter breit, ein Maß, das sich aus der damaligen durchschnittlichen Büroschreibtischbreite ergab. Das Erdgeschoss war verglast, so dass die den Gebäudeteil tragenden Betonstützen ebenso sichtbar waren wie die nach außen getragenen Geschossdecken. Bei den verwendeten Materialien handelte es sich neben dem bereits erwähnten Beton um weißes Detopakglas (Fensterbrüstungen), eloxiertes Aluminium (Verbindungen der einzelnen Fensterachsen) und Stahl (Fensterrahmen und Geländer). Die Innenausstattung bestand unter anderem aus grauen Terrazzoböden, die Stufen in den Treppenhäusern waren schwarz.
In der Fassadengestaltung dominierten helle Farben:

„In einer Umgebung düster und verdrossen dreinblickender Häuser ist es so recht geeignet, mit dem Zusammenklang der weißen Mosaikaußenflächen, mit dem Hellblau der Fensterrahmen, dem weißen Opakglas der Brüstungen, der Silberfarbe der senkrechten Aluminiumbänder und der spiegelnde Klarheit der Fensterflächen, vor allem aber dem schönen Mosaikbild, nicht nur die Vorübergehenden zu erfreuen, sondern erst recht die Schaffensfreude der dort Arbeitenden zu erhöhen und nicht zuletzt die Kundschaft fröhlich und abschlußbereit zu stimmen.“

Heinrich Klotz beschreibt die Geschichte des Hauses:

„Ecke Ost-/Alexanderstraße befand sich eine ausgebombte Bauruine mit einem Dutzend stockwerkshohen Stahl-Doppel-T-Stützen, auf denen das Haus auf einem sehr schmalen Grundstück längs der Alexanderstraße, das höchstens 7 bis 8 m tief war, gestanden hatte. Deshalb reichte es auch nur für eine einhüftige Büroaufteilung. Die vorhandenen Stahlstützen wurden über runden Ummantelung mit weißem Mosaik belegt. Die gesamte Glasfassade bestand aus Stahlprofilen mit Einfachverglasung, denn Doppelglas oder Aluprofile gab es damals noch nicht. Zur Oststraße hin verbreiterte sich das Grundstück. Die an dieser Stelle geschlossene Büroendseitenfläche erhielt ein großes Mosaik – von Meistermann entworfen –, das die Bürger leicht erregte. Inzwischen haben neue Besitzer die gesamte Fassade dieses Hauses und das Mosaik von Meistermann herausgerissen und das neue Haus ‚modernisiert‘.
 Diese ‚Modernisierung‘ hat die frühere Architektur des Gebäudes total zerstört und durch sehr grobe Fassadenteile deproportioniert, so daß an das ehemalige Erscheinungsbild nichts mehr erinnert.“